# 占边威士忌
占边威士忌，又名金宾威士忌，是一个产自美國肯塔基州克莱蒙特市的波本威士忌品牌。
自1795年，七代占边家族继承人致力于生产威士忌和塑造占边企业。1933年，占边企业正式改名“占边（Jim Beam）”。“占边”之名是为纪念自限酒令终止后重塑占边品牌的第四代占边家族继承人James B. Beam。
现今占边波本品牌由Beam Inc. 
所有，总公司位于美国芝加哥郊区。Beam/Noe家族仍旧占公司份额。
公司生产各种波本酒、其他烈酒以及含有波本为原料的食品。
2014年被三得利株式會社(Suntory Holdings Limited サントリーホールディングス株式会社)以160億美金併購，同年5月公司名稱變更為Beam Suntory。

## 诞生
18世纪70年代，弗吉尼亚州 肯塔基地区的农民将玉米制成了一种新的威士忌。这种酒比原有类型的更甜，人们根据肯塔基地区的一个镇名“波本”将它命名为“波本威士忌”。1789年，德国传教士Elijah Craig不慎将酒桶烧焦，却发现桶中的酒不但没有损坏，还呈现出与原酒不同的焦糖色泽。从那以后，这种经过灼烧的酒就成了波本威士忌中的一种。 
1964年，波本威士忌被美国国会正式定为国酒。作为美国国酒，占边波本威士忌那长达二百一十七年的发展史被称为“正是美国发展的一面镜子，书写着一本无字的传奇”。 
美国占边波本公司创立于1795年。从创始人Jacob Beam售出第一桶波本威士忌开始，占边波本威士忌这一品牌正式诞生，迄今已在Beam家族中传承了七代人，三十名家庭成员参与酿造，售出超过一千万桶。占边波本威士忌在其官网称其为“全世界最好的波本威士忌” ，它不仅是在美国销量第一的威士忌品牌，也持续占据全球波本威士忌销量第一的位置，在全球烈酒百强排行榜中名列第十四位。

## 品牌故事

### 创立者：Jacob Beam（1770年－1834年）[參⁠ 2]
第一代：1795年－1820年
- 18世纪70年代：弗吉尼亚的肯塔基地区[註⁠ 3]的农民用玉米制成了一种新的威士忌，其比原有威士忌更甜。[參⁠ 2]肯塔基地区中部的波本县[註⁠ 4]}}是该类威士忌的主要产地，因此最早在18世纪末19世纪初销售时，人们都称这种威士忌为“波本县威士忌”，后来取简省略为“波本威士忌”。[參⁠ 6]
- 1788年：德国人Jacob Beam移民到波旁县[註⁠ 5]。[參⁠ 2]
- 1789年：德国传教士Elijah Craig不慎将酒桶烧焦，却发现桶中的酒不但未被损坏，还呈现出独特的焦糖色泽，口感更为芳醇。从此，这种经灼烧的酒成为波本威士忌中的一种。[參⁠ 2]
- 1795年：Jacob Beam售出了他的第一桶波本威士忌，Beam家族产业诞生。[參⁠ 2]

作为Beam家族产业的创始人，白手起家的Jacob Beam一直受到后人的尊敬与爱戴。在波旁县，他利用当地丰富的自然资源酿酒，并改进原有配方，酿造出更加醇香可口的波本威士忌。 他于1795年创立Beam家族产业。随后，他将酿造厂移至从岳父手中继承的位于华盛顿县的一块土地。

### 第二代继承人：David Beam（1802年－1854年）[參⁠ 2]
第二代：1820年－1850年
- 1820年：Jacob Beam的次子、18岁的David Beam接手家族产业。[參⁠ 2]

David Beam上任后，将家族酿酒厂命名为“Old Tub酿酒厂”。在他任内，美国正在经历第一次工业革命，各种新技术、新发明层出不穷。他抓住时机，利用电报、蒸汽船等新发明与水路、铁路的开通扩大销路、增加销量，将产品推广到了全国。

### 第三代继承人：David M. Beam（1833年－1913年）[參⁠ 2]
第三代：1850年－1888年
- 1850年：David Beam的儿子David M. Beam接管家族产业。[參⁠ 2]
- 1854年：David M. Beam将企业移至纳尔逊县，在肯塔基州的第一条铁路旁建起了Clear Springs酿酒厂，并重新命名企业为“D.M. Beam & Company”。[參⁠ 7]
- 1861年：南北战争爆发。战争期间，波本威士忌则往往被认为比货币更有价值，扮演了以物易物中的重要角色。[參⁠ 5]
- 1880年：以Old Tub命名的Beam威士忌成了全美知名品牌。[參⁠ 2]

David M. Beam在任之时，正值肯塔基州的第一条铁路开通之际，他重视交通条件在市场销售中的作用，将酿酒厂迁移至铁路旁，利用有利的交通区位条件扩展了产品销量。除此之外，他还坚持使用家族配方进行酿制，保证家族工艺的传承。

### 第四代继承人：Colonel James B. Beam（1864年－1947年）[參⁠ 2]
第四代：1888年－1946年
- 1888年：David M. Beam的儿子Colonel James B. Beam（简称James Beam）接管家族产业。[參⁠ 2]
- 1920年：沃尔斯泰德法案（Volstead Act[註⁠ 6]）

）正式生效，全面禁止酿造和发售酒类。James Beam将酿酒厂售出，改行种植水果、经营采石业、开采煤矿，以此保留了家族产业。
- 1933年：沃尔斯泰德法案被废止。69岁的James Beam用120天的时间在原有的Clear Springs酿酒厂旁边建起了新的工厂。企业发展回到正轨。[參⁠ 2]
- 1942年：Beam威士忌开始以Jim Beam（James Beam的昵称）为商标，现代占边威士忌正式诞生。[參⁠ 7]

Colonel James B. Beam追求简约，只喜欢被简称为Jim Beam，这也是这种威士忌的名字由来。在Jim Beam的任期内，他领导企业渡过了南北战争的战后重建、第一次世界大战以及对酿酒业最严峻的挑战——沃尔斯泰德法案，并将企业进一步发展壮大。他坚持使用家族配方，在全国禁酒的14年中，为了保护酿造使用的酵母菌株，他每周周末都会将酵母带回家中保管，以保证其完好无损。此后，由企业管理者亲自保管酵母就成了Beam家族的传统。

### 第五代继承人：T. Jeremiah Beam（1899年－1977年）[參⁠ 2]
第五代：1946年－1960年
- 1946年：Jim Beam的儿子T. Jeremiah Beam正式接手家族产业。他开始通过水路将占边威士忌销往海外。占边威士忌进入欧洲市场。[參⁠ 2]
- 1954年：Jeremiah Beam在肯塔基州的波士顿建起第二家酿酒厂。[參⁠ 2]

Jeremiah Beam推动占边威士忌走向世界。1913年，13岁的他进入了Clear Springs酿酒厂工作。1918年，他外出求学，期间美国禁酒令沃尔斯泰德法案施行，1933年重新回到酿酒厂内协助父亲工作。在其父晚年，第二次世界大战爆发，他作为实际管理者带领企业渡过难关，并将占边威士忌销往世界各地。他利用战后重建的契机推动了企业的进一步发展。

### 第六代继承人：F. Booker Noe II（1929年－2004年）[參⁠ 2]
第六代：1960年－2004年
- 1960年：Jim Beam的外孙Booker Noe II成为Beam家族的第六代管理者，他也是波士顿酿酒厂的荣誉酿酒师。[參⁠ 2]
- 1964年：波本威士忌被美国国会正式定为国酒。[參⁠ 2]
- 1965年：企业售出第一百万桶占边威士忌。[參⁠ 2]
- 1988年：Booker Noe II酿制出第一批小批量生产的波本威士忌，取名为Booker’s威士忌。这种酒采用波本威士忌的原始配方，手工制作，保留原味，不经过滤。[參⁠ 2]
- 1992年：Booker’s威士忌下的三个子品牌Baker's、Basil Hayden's和Knob Creek诞生。这个系列被称为The Small Batch Collection，保留了Booker’s威士忌的纯手工打造与小批量生产的风格，其中Knob Creek是全世界享有高额保险金的名贵威士忌之一。[參⁠ 2]

Booker Noe II在波士顿酿酒厂担任了四十余年的名誉酿酒师。1988年，他以自己的名字创制了Booker’s威士忌与The Small Batch Collection系列，让企业在创新的道路上更进一步，也传承了来自五世祖父Jacob Beam的标准。Booker Noe在工作上兢兢业业，在酿酒厂中工作直到去世。

### 第七代继承人：Fredrick Booker Noe III（1957年－）[參⁠ 2]
第七代：2004年－
- 2004年：Booker Noe的儿子Fred Noe III接管占边公司。[參⁠ 2]
- 2005年：企业售出第一千万桶占边威士忌。同年，黑占边威士忌被美国饮料测试协会评定为“北美最佳威士忌酒”。[參⁠ 2]
- 2007年：Fred Noe III的头像出现在占边威士忌的标签上。[參⁠ 2]

Fred Noe III从小就协助外祖父与父亲酿酒，他在酿酒厂中长大的故事吸引着观光者前往肯塔基州参观。作为占边公司的现任管理者，他是第七代传人。

## 制作工艺

### 从好水开始
波本酒的水的秘密在于在波本酿酒厂的石灰石架上有一种天然的过滤器，它能将普通的水变成不含铁元素、钙量丰富的水。也许这就是为什么98％的波本威士忌酿酒厂都设在肯塔基州。

### 秘诀是酵母
波本的酵母是其家族秘密。自禁酒令开始，家族管理人就已经开始使用同样一种酵母菌株，以确保75年来每一瓶占边威士忌拥有相同的成分。酵母是对占边威士忌如此重要，Jim Beam曾常常在周末带一些酵母回家，而这一传统也被Jim Beam第七代家庭酿酒管理人Fred Noe传承至今。每代家族继承者将酵母菌株放置在水槽中，并育之以优质的谷物，制作出“ 酵母之母”(Dona Yeast)”。

### 混合+捣碎+烧煮
锤式破碎机将混合的波本绝密的玉米，黑麦和大麦麦芽磨成麦芽浆。铣床将其分解，使之更容易烧煮。接下来麦芽浆被送入了10,000加仑的混搭电磁炉。在这里，酿酒师加入经石灰石过滤的纯肯塔基州水，最后留下麦芽浆的25％。这就是制作“酸麦芽浆”（Sour Mash）的全部过程。它确保了每一批次的占边威士忌的成分相同。

### 发酵熟醪
当常温60-70°F的酸麦芽浆和有75年历史之久的酵母菌株混合时，酵母会开始不断地吸收酸麦芽浆。它们在酸麦芽浆中加入糖分并加热发酵罐。产物是二氧化碳以及更为重要的酒精。这一步将麦芽浆转化成“蒸馏酒”。之所以这么说是因为从它的外观、气味和味道来看，它都像极了丰富而清淡的啤酒。

### 二次蒸馏
接下来，“蒸馏酒”将被升往35英尺高的蒸馏塔。蒸馏塔保持205°F，温度足够让酒精变成蒸汽，但又不足以使“蒸馏酒”沸腾。由于蒸汽冷却和下降，它会变回液体。这种“低酒”（Low Wine）有62.5％的醇度。从蒸馏塔中，“低酒”流入锅中进行第二次蒸馏，在加热和凝结的工序后成为醇度67.5％的“高酒”（High Wine）。

### 装桶陈化
高酒被装入全新的烧焦的橡木桶，橡木桶外有着“鳄鱼字符”——这酷似鳄鱼皮的鳞片状说明这些橡木桶内部已被完全烧焦。每个桶装有约53加仑（超过500磅）波本威士忌。

## 产品系列

### 白占边威士忌（Jim Beam White）
这是占边威士忌中最经典的一款，也是鸡尾酒中常用的配料酒。威士忌的法定醇化时间为2年，而白占边威士忌的醇化时间则为4年，标准酒度为80（40% Alc/Vol）。白占边威士忌呈橘色或黄褐色。在品尝时，最开始是含有香子兰与焦糖的香氛，稍后便能尝出轻微的木炭味道，回味悠长、清爽。

### 黑占边威士忌（Jim Beam Black）
黑占边威士忌的醇化时间为8年，标准酒度为86（43% Alc/Vol）。它同样也是鸡尾酒常用配料酒。长达八年的窖藏使得它比白占边威士忌更复杂精致。2005年，它被美国饮料测试协会（Beverage Testing Institute）评定为“北美洲最佳威士忌酒”。该酒呈琥珀色，含有太妃糖与烟草混合的芬芳，初尝时并不太甜，随着品尝的深入，会尝出橡树的味道，最后以优雅绵长的回味结束。

### 黑麦占边威士忌（Jim Beam Rye）
该酒的醇化时间为4年，标准酒度为80（40% Alc/Vol），呈红棕色。相比其他的占边威士忌，它的甜度很低，以肉豆蔻、胡椒、肉桂、薄荷、苹果混合的辛香厚重取胜，常和果味酒搭配饮用。

### 绿标精选占边威士忌（Jim Beam Choice, Green Label）
绿标精选占边威士忌呈深金黄色，标准酒度为80（40% Alc/Vol），需得经过5年的窖藏才能投向市场，比一般的占边威士忌多出一年。每瓶绿标精选占边威士忌在装瓶前都使用木炭进行过滤，这给予了它异乎寻常的爽滑味道。此酒与黑麦占边威士忌相反，正以甜度取胜。它非常适合波旁威士忌鸡尾酒！

### 七年占边威士忌（Jim Beam Seven Year）
这种酒的醇化时间长达7年，时间之长仅次于黑占边威士忌，标准酒度为80（40% Alc/Vol）。酒液呈金色，有柔和的香气，暗含香子兰的芬芳，味道较淡，后劲极强。

### 红牡鹿占边威士忌（Red Stag by Jim Beam）
醇化时间为4年，标准酒度80（40% Alc/Vol）。这是占边威士忌家族中最年轻的成员，诞生仅有四年，是一种果味酒，现有Black Cherry、Honey Tea、Spiced三个子类。酿酒师在酿造的过程中缓慢浸入天然黑樱桃的精华，同时酒中又有玉米甜和橡木香。味感圆润柔和。

## 今日之占边
早在2005年的时候，占边公司的第七代继承人Fredrick Booker Neo III就已亲手封装了占边第一千万桶威士忌，如今七年过去了，占边威士忌依然是畅销全球。来自权威网站“全球威士忌”的官方数据显示：占边威士忌在全球百强烈酒榜上名列第十四位，是全球销量第一的溢价波本威士忌，同时也在澳大利亚的烈酒类饮料销售中高居榜首之位。 
占边公司的总部位于美国伊利诺伊州的迪尔菲尔德市，首席执行官为Matt Shattock，董事长为David Mackay，旗下有3200名员工。公司已在纽约证券交易所上市，属于标准普尔500指数与摩根士丹利世界指数，是全球第四大溢价烈酒公司与美国最大的烈酒公司。占边公司除了着重巩固品牌在美国本土的领先地位外，还一直致力于开发国际市场，并取得了明显的成效。在占边公司产品的市场份额统计中可以看到，北美洲市场占全球市场的58%，欧洲、中东地区与非洲占22%，亚太地区与南美洲又占20%，足见其产品在全球的受欢迎程度。据统计，占边公司2011年的全球销售额为28亿美元，销量为3400万箱（9公升为一箱）。
“大胆选择”一直是占边公司的格言，这一信条不但被绘制在商标上，也被写入了广告中。2011年2月，占边公司推出了一则名为“大胆选择”的广告，由著名演员威廉·達佛出演。在广告中，年轻的达福站在美国威斯康星州阿普尔顿市Greyhound车站的两辆巴士前，一辆巴士开往密尔沃基，另一辆开往纽约，几经犹豫，伴着“大胆的选择，将会带你去你该去的地方”的旁白，达福走上了开往纽约的巴士，最终成就了自己的演艺生涯。这则广告诠释了“大胆选择”这一主题。被美国《时代》周刊评选为全美十佳广告之一。 

## 文化参考（Cultural References）
- 美国乡村歌手小汉克•威廉姆斯在歌曲“Family Tradition”里提到了占边威士忌：“Lord I have loved some ladies and I have loved Jim Beam, and they both tried to kill me in 1973.” [參⁠ 18]
- 美国朋克歌手GG Allin常在歌中提到占边威士忌，他希望当他下葬的时候，手中能握着一瓶占边威士忌。
- 美国蓝调摇滚歌手乔治•索罗古德在歌曲“I Drink Alone”里写道：“So I caught up my pal Jack Daniel's and his partner Jimmy Beam.”
- 美国电视剧《奔马行运》中的角色罗尼•詹金斯（盖里•史蒂文斯饰）评论一匹烈马：“You never get used to it. That's why they make Jim Beam.”
- 美国波普艺术家的作品《Jim Beam J.B. Turner Train》于2004年在佳士得拍卖行拍出了550万美元的高价。[參⁠ 19]
- 美国芝宝公司从1994年开始与占边公司合作，推出由占边公司授权的Jim Beam Zippo系列防风打火机、多功能打火机与礼物套装。 [參⁠ 20]
- 美国小说家、诗人雷蒙德•卡佛在小说《保鲜》中写道：“‘情人节快乐。’他对珊蒂说，把一盒心形包装的糖果和一瓶占边威士忌放在了厨桌上。” [參⁠ 21]
- 挪威作家乔•内斯伯的系列侦探小说《侦探哈利》的主角Harry Hole嗜酒如命，他的最爱就是一杯占边威士忌。[參⁠ 22]
- 日本作家村上春树在小说中频繁提到威士忌与香烟，他在《且听风吟》中写道：“这天夜里，鼠一滴啤酒未沾。这绝非好的征兆。他因而一口气喝了五杯冰镇占边威士忌。” [參⁠ 23]他又在《1973年的弹子球》中写道：“我和我的朋友在涩谷去南平台的坡路旁一栋商品楼租个套间，开了一家专门搞翻译的小事务所。资金是朋友父亲出的，不但款额不足以大惊小怪。除了房间的权利金，只买了三张铁桌、十来本辞典、电话机和半打波本威士忌。” [參⁠ 24]
- 台灣作家朱天心在作品《接续》中写道：“返朴归真。这一季Jim Beam公司的威士忌广告主题经过不同年代的不同流行，最后，你还是重拾当初最正统、也最隽永的那个选择，正如同Jim Beam的KSB威士忌。一九六九，Jim Beam的平面广告，Dennis Hopper和约翰•休斯顿把手言欢，畅饮该酒，文案说：他们之间没有任何代沟，因为两人一老一少不只会拍电影，而且都爱喝Jim Beam威士忌。” [參⁠ 25]